# Imperia (bilmærke)
 For alternative betydninger, se Imperia. (Se også artikler, som begynder med Imperia)
Imperia var en belgisk bilfabrikant, som blev grundlagt af Adrien Piedbœuf i Liège i 1904. I 1907 flyttede produktionen til en fabrik i Nessonvaux, 15 kilometer sydøst for Liège.
- Wikimedia Commons har flere filer relateret til Imperia (bilmærke)

| Firma | Spire Denne artikel om et firma eller en virksomhed er en spire som bør udbygges. Du er velkommen til at hjælpe Wikipedia ved at udvide den. |

50°34′N 5°44′Ø / 50.57°N 5.74°Ø